# Municipio de Scott (condado de Buena Vista)
El municipio de Scott (en inglés: Scott Township) es un municipio ubicado en el condado de Buena Vista en el estado estadounidense de Iowa. En el año 2010 tenía una población de 246 habitantes y una densidad poblacional de 2,6 personas por km².

## Geografía
El municipio de Scott se encuentra ubicado en las coordenadas 42°46′43″N 95°13′13″O / 42.77861, -95.22028. Según la Oficina del Censo de los Estados Unidos, el municipio tiene una superficie total de 94.47 km², de la cual 94,44 km² corresponden a tierra firme y (0,03 %) 0,03 km² es agua.

## Demografía
Según el censo de 2010, había 246 personas residiendo en el municipio de Scott. La densidad de población era de 2,6 hab./km². De los 246 habitantes, el municipio de Scott estaba compuesto por el 96,34 % blancos, el 0,41 % eran afroamericanos, el 1,22 % eran asiáticos, el 2,03 % eran de otras razas. Del total de la población el 4,47 % eran hispanos o latinos de cualquier raza.